# Theridion sanctum
Theridion sanctum là một loài nhện trong họ Theridiidae.
Loài này thuộc chi Theridion. Theridion sanctum được Herbert Walter Levi miêu tả năm 1959.